# Chemins des Morts (Tolkien)
Pour les articles homonymes, voir Chemin des morts.

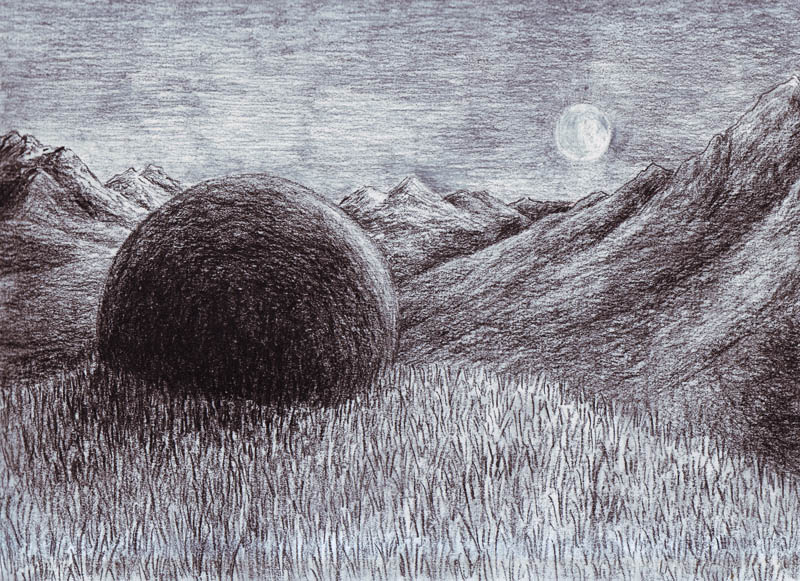
Erech

Dans l'univers fictif de la Terre du Milieu  dans l'œuvre de J. R. R. Tolkien, les Chemins des Morts sont une voie souterraine reliant Dunharrow à Erech sous les Montagnes Blanches. Cette voie fut construite par les Hommes des Montagnes avant la Dernière Alliance des Elfes et des Hommes.
« Je vous transmets les paroles de mon père : Les jours sont comptés. Si tu as grand'hâte, souviens-toi des Chemins des Morts. » Elrohir à Aragorn

## Description
L’entrée nord des Chemins des Morts était marquée par des lignes d’anciennes pierres dressées non formées qui menaient du large plateau du Firienfeld à Dunharrow au Dimholt un bois d’arbres noirs au pied du Dwimorberg.  Dans un creux se dressait une seule pierre puissante et menaçante, comme un doigt de malheur, devant une paroi rocheuse abrupte avec la Porte Sombre dans le mur. Ici, le chemin commençait sérieusement, dans un tunnel sombre émanant de la peur. Dans le tunnel, on entendait un murmure continu de voix dans une langue inconnue. La large route s’étendait jusqu’à ce qu’elle entre dans un grand espace vide. Dans cette caverne gisait le squelette d’un homme, richement vêtu, avec un heaume d’or. Devant lui se trouvait une porte de pierre, fermée à l’endroit où l’homme avait tenté d’entrer ; son épée entaillée et brisée gisait près de lui et sa main osseuse s’agrippait toujours aux fissures. La route continua au-delà de ce point jusqu’à ce que finalement le tintement de l’eau se fasse entendre et conduisît à côté d’un ruisseau d’eau à travers une large porte voûtée dans un gouffre profond et étroit entre des falaises abruptes. De cette ouverture, le sentier descendait abruptement jusqu’à ce qu’il débouche comme une fissure dans un mur dans la grande Vallée de Morthond où la rivière Morthond descendait à côté du chemin sur de nombreuses chutes,,,.

## Histoire
En 3320 du Deuxième Âge, le royaume du Gondor fut fondé.  En ce temps-là, Isildur plaça sur le sommet de la colline d’Erech une pierre noire et appela le roi des montagnes à lui prêter serment d’allégeance, ce qu’il fit.  Cependant, lorsque Sauron attaqua le Gondor en 3429 S.A. et Isildur appela les Hommes des Montagnes à honorer leur serment, ils refusèrent. Isildur les maudit alors, eux et leur roi, proclamant qu’ils n’auraient pas de repos jusqu’à ce que le serment soit accompli. 
Les Hommes des Montagnes s’enfuirent devant la colère d’Isildur, se cachèrent dans les montagnes loin des autres hommes et s’éloignèrent. Par la suite, leurs repaires, la colline d’Erech et les Chemins des Morts, devinrent des lieux de terreur pour les hommes vivants. Après la migration des Rohirrim des vallées d’Anduin vers le Rohan, les vivants n’utilisaient plus les Chemins des Morts. 
En 2569 T.A. Le prince Baldor de Rohan, célébrant l’achèvement de la grande salle de Meduseld, jura de traverser les Chemins des Morts. Il n’est jamais revenu et son père, le roi Brego, est mort de chagrin un an plus tard.  Il est possible que Baldor ait été blessé par les derniers restes vivants des Hommes des Montagnes au-delà de la Porte Sombre, parce que la porte lui était fermée au nez et que des « ennemis » l’avaient suivi en silence, l’avaient rattrapé, lui avaient cassé les jambes et l’avaient laissé mourir dans les ténèbres. Baldor et son père Brego avaient déjà rencontré un vieil homme devant la Porte Noire qui leur avait dit que le chemin était fermé, que le vieil homme était mort à cette heure-là et que les Rohirrim n’avaient reçu aucune autre nouvelle des anciens habitants des montagnes. 
Du temps d’Arvedui, le dernier roi d’Arthedain, vivait Malbeth la Voyante qui prédit ce qui suit:

Au-dessus de la terre s’étend une longue ombre, atteignant vers l’ouest des ailes de ténèbres. La Tour tremble ; Vers les tombes des rois, le destin approche. Les morts se réveillent ; car l’heure est venue pour les transgresseurs de serment : à la pierre d’Erech, ils se tiendront de nouveau et entendront un cor sonner dans les collines. À qui sera la corne ? Qui les appellera du crépuscule gris, le peuple oublié ? L’héritier de celui à qui ils ont prêté serment. Du nord il viendra, le besoin le poussera : il passera la porte des sentiers des morts. 

Le 8 mars 3019, Aragorn, Legolas, Gimli et la Compagnie Grise prirent les Chemins des Morts. Quelques jours auparavant, Aragorn avait dit à ses deux compagnons qu’il avait utilisé la pierre d’Orthanc et avait vu une grave menace pour le Gondor venant du Sud. D’Elrond, Aragorn avait reçu un rappel concernant les chemins des morts, et il leur raconta la prophétie de Malbeth.
Devant la Porte, seule la force de volonté d’Aragorn permettait à ses compagnons de surmonter leurs peurs et d’entrer dans les Chemins des Morts. Ils trouvèrent un squelette dans la caverne centrale, qu’ils laissèrent derrière eux alors qu’Aragorn appelait les morts à le suivre. Trébuchant dans l’obscurité, Aragorn et les autres émergèrent des Chemins au-dessus d’Erech, où ils se précipitèrent vers la Pierre.
À la Pierre d’Erech, à minuit, Aragorn déploya sa bannière, se déclara héritier d’Isildur et ordonna aux Morts de l’aider. Ils obéirent et vainquirent les armées des corsaires d'Umbar qui attaquaient les débarquements dans le sud du Gondor,. Lorsque ces ennemis furent vaincus et qu’Aragorn put revendiquer les navires noirs des Corsaires pour les siens, il déclara que la malédiction était levée et que les morts s’en allaient pour toujours. 

## Autres noms
Les Chemins des Morts sont appelés Fui 'Ngorthrim en sindarin. La signification du nom Fui 'Ngorthrim n’est pas glosée, mais Paul Strack suggère qu’il signifie « Chemins des morts » et que l’élément initial fui est le pluriel d’un nom autrement non attesté fû (« chemin ») et que le deuxième élément est le pluriel de classe lénité de gorth (« mort (personne) »). 

## L'Armée des Morts
L'Armée des Morts est constituée des montagnards renégats, devenus morts-vivants pendant plus de 3 000 ans, jusqu'à ce que Aragorn, l'héritier d'Isildur, vienne les sommer à la Pierre d'Erech. Sur cette route dangereuse, Aragorn fut accompagné par le Nain Gimli, l'Elfe Legolas, Halbarad, un Dúnadan, ainsi que par Elladan et Elrohir, les fils d'Elrond. Il mena également une trentaine d'Hommes de l'Ouest. Ils formaient la Compagnie Grise. 
À Pelargir, l'Armée des morts aida la Compagnie Grise à vaincre les Pirates d'Umbar. Ces derniers remontaient du Sud vers Minas Tirith, afin d'apporter des renforts aux hordes de Sauron. Aragorn et les Dúnedain purent ainsi se rendre à la bataille de Minas Tirith par l'Anduin, en utilisant les embarcations des pirates. Secours inespérés, les gens des Fiefs du Sud permirent de vaincre les légions du Mordor et de remporter la victoire à la Bataille des Champs du Pelennor. Dans le film, les morts accostèrent avec Aragorn au Harlond (le port de Minas Tirith) et aidèrent les Rohirrim à défaire les armées de Sauron.

## Représentation dans les adaptations
2003 : Le Seigneur des anneaux : Le Retour du roi :
Dans le film, la bataille avec les Corsaires se déroule hors écran tandis que l’Armée des Morts accompagne Aragorn jusqu'à Minas Tirith où elle participe à la bataille des Champs du Pelennor. La victoire remportée, Aragorn déclare que leur malédiction était levée.
L'Armée des morts est représentée comme une vague d’ennemis aux reflets verts, immortelle, qui submerge les armées du Harad et de Sauron. Ainsi, Aragorn considère le serment de l'Armée des Morts accompli seulement après la bataille des Champs du Pelennor, alors que dans le livre, Aragorn libère les Morts après qu'ils ont mis en déroute les Pirates d'Umbar. À noter que Halbarad, les Dúnedain, Elladan et Elrohir ne sont pas présents dans la version cinématographique, Aragorn, Legolas et Gimli s'y rendent seuls. Dans la version longue du même film, on peut voir l'armée des morts attaquer les bateaux des pirates d'Umbar dont l'un d'eux est un caméo de Peter Jackson.